# Günter Schuster
Günter Schuster (* 17. Dezember 1918 in Alfter/Gielsdorf; † 8. August 2011 in Bonn) war ein deutscher Physiker und Wissenschaftsfunktionär.

## Leben
Schuster studierte Physik und wurde 1948 diplomiert. 1949 wurde er mit der Arbeit Magnetische und elektrische Untersuchungen an gesinterten Carbonylnickelstäben an der Rheinischen Friedrich-Wilhelms-Universität Bonn zum Dr. rer. nat. promoviert. Er war Wissenschaftlicher Assistent am Institut für Strahlen- und Kernphysik in Bonn (1948/59) und am Institut für Angewandte Physik im Sonderforschungsbereich Molekularstrahlenforschung (1950/55). Schuster unterrichtete seit 1949 Physik am Bonner Ernst-Moritz-Arndt-Gymnasium Bonn (EMA), an dem er selbst 1937 sein Abitur abgelegt hatte. Von 1956 bis 1965 war er Schulleiter des EMA. Er lehrte „Didaktik der Physik“ an der Universität Bonn und war Lehrbuchautor sowie Mitherausgeber der damaligen Unterrichts-Richtlinien für Nordrhein-Westfalen.
1965 wurde er als Ministerialrat für das Bundesministerium für wissenschaftliche Forschung tätig und übernahm das Referat für Grundsatzfragen und 1966 das Reaktorreferat. Von 1968 bis 1971 war er im Amt eines Ministerialdirigenten Leiter der Unterabteilung Kernforschung und Kerntechnik im Bundesministerium für Bildung und Wissenschaft.
1971 wechselte er zur Kommission der Europäischen Gemeinschaften und war bis 1973 stellvertretender Generaldirektor für gewerbliche Wirtschaft, Technologie und Wissenschaft. 1973 wurde er Generaldirektor der Generaldirektion Forschung, Wissenschaft und Bildung (DG XII) der Kommission der Europäischen Gemeinschaften und baute ein eigenes Bildungsressort auf, dass unter dem zuständigen Kommissar Ralf Dahrendorf entstanden war. Von 1984 bis 1987 hatte er ein Beratungsmandat für den Senat von Berlin inne.
Für sein Engagement wurde er 1983 mit dem Großen Verdienstkreuz des Verdienstordens der Bundesrepublik Deutschland geehrt. Er wurde 1990 zum Offizier des Nationalen Französischen Verdienstordens „Ordre national du Mérite“ ernannt. Er war Ehrenmitglied der Deutschen Aktionsgemeinschaft Bildung-Erfindung-Innovation (DABEI). Er war Mitglied des Bergedorfer Gesprächskreises der Körber-Stiftung.

## Schriften
- Vom Atom zum Atomkraftwerk: eine Atomkunde für Jedermann, Maximilian-Verlag 1964
- Physik: Schwingungs- und Wellenlehre, Vieweg 1964, zusammen mit Rudolf Brenneke, Rainer Draaf
- Das mathematisch-naturwissenschaftliche Gymnasium, in: Band 13 von Grundlagen und Grundfragen der Erziehung, Quelle u. Meyer 1965, zusammen mit Josef Schnippenkötter, Heinrich Holzapfel
- Die reaktortechnische Entwicklung in der Bundesrepublik Deutschland in: Ausgabe 16 von Berichte der Studiengesellschaft zur Förderung der Kernenergieverwertung in Schiffbau und Schifffahrt, K. Thiemig 1968, zusammen mit Erich Bagge, Günther Böhnke (Studiengesellschaft zur Förderung der Kernenergieverwertung in Schiffbau und Schiffahrt (Hamburg))
- Physik: Oberstufe, August Bagel 1971, ISBN 3-513-00512-1, zusammen mit Rudolf Brenneke, Gerd Harbeck
- Physik. Felder, Wellen, Atome, Quanten, Physik für Gymnasien / Hrsg.: Rudolf Brenneke, Rainer Draaf, Bagel 1972, ISBN 3-554-10514-7